# Валгеметса
Валгеметса (ест. Valgemetsa) — село в Естонії, входить до складу волості Вастсе-Куусте, повіту Пилвамаа.